# Аурель Шмідт
Аурель Шмідт (нім. Aurel Schmidt; 14 серпня 1891, Сирміш Мітровіц — 1965, Відень) — австро-угорський, австрійський і німецький офіцер, генерал-майор вермахту (1 липня 1941).

## Біографія
18 серпня 1911 року вступив в австро-угорську армію. Учасник Першої світової війни, після завершення якої продовжив службу в австрійській армії. Після аншлюсу 15 березня 1938 року автоматично перейшов у вермахт. 1 квітня 1938 року призначений в штаб 80-го інженерного батальйону, 10 листопада 1938 року — 5-ї фортечної інспекції, 26 серпня 1939 року — в 15-й старший інженерний штаб. З березня 1940 року — начальник 7-го старшого будівельного штабу. З 18 листопада 1940 року — командувач укріпленнями Східної Франції. З 10 грудня 1940 року — знову начальник 7-го старшого будівельного штабу. В липні 1942 року відправлений в резерв фюрера. З 15 жовтня 1942 року — командир земельних будівельних частин 3. З 20 листопада 1943 року — вищий інженерний керівник 10, з літа 1944 року — одночасно заступник командира інженерних частин 9-ї армії. 9 липня 1944 року взятий в полон радянськими військами під час розвідувальної поїздки. Утримувався в різних таборах, член національного комітету «Вільна Німеччина». В 1952 році звільнений.

## Нагороди
- Срібна і бронзова медаль «За військові заслуги» (Австро-Угорщина) з мечами
- Хрест «За військові заслуги» (Австро-Угорщина) 3-го класу з військовою відзнакою і мечами — нагороджений двічі.
- Орден Залізної Корони 3-го класу з військовою відзнакою і мечами
- Військовий Хрест Карла
- Пам'ятна військова медаль (Австрія) з мечами
- Хрест «За вислугу років» (Австрія) 2-го класу для офіцерів (25 років)
- Почесний хрест ветерана війни з мечами
- Медаль «За вислугу років у Вермахті» 4-го, 3-го, 2-го і 1-го класу (25 років)
- Хрест Воєнних заслуг 2-го і 1-го класу з мечами